# NBA 2K11
NBA 2K11 est un jeu vidéo de basket-ball développé par Visual Concepts et édité par 2K Sports sorti en octobre 2010.
Il est disponible en France depuis le 8 octobre 2010 sur PlayStation 3, Xbox 360, PlayStation 2, Wii, PlayStation Portable et PC.
C'est le douzième épisode de la franchise 2K et est le principal concurrent de NBA Elite.
Avec la licence officielle de la NBA vous pouvez choisir parmi les 30 équipes de la ligue et évoluer avec les plus grands joueurs tels LeBron James ou Kobe Bryant.
Michael Jordan figure sur la couverture de cette édition. NBA 2K11 propose une série de 10 défis qui, une fois réussis, débloquent un nouveau mode « MJ : Une légende en action ».
Seulement 4 mois après sa sortie le volet 11 de la série NBA 2K s'impose comme le plus rentable de l'histoire avec plus de 4 millions de ventes à travers le monde, dont 1 million de copies le mois de sa sortie.
Au 8 août 2011, le jeu avait été vendu à plus de 5,5 millions de copies à travers le monde.